# Королевский национальный парк
Королевский национальный парк (англ. Royal National Park) — национальный парк в штате Новый Южный Уэльс.
Парк является вторым старейшим национальным парком после Йеллоустона и первой охраняемой территорией, к которой употреблено само выражение «национальный парк». Территория, организованная 26 апреля 1879 года, сперва так и называлась, собственно Национальный парк. Переименование произошло лишь в 1955 году в честь королевы Елизаветы II, посетившей ранее Австралию.
Сегодня территория национального парка занимает более 15 тыс. га. В нём произрастают многие виды флоры и фауны, некоторые из них находятся под угрозой исчезновения. С севера парк граничит с Южным Сиднеем и заливом Порт-Хакинг, с востока его территория омывается водами Тасманова моря.
В 1994 и 2001 гг парк заметно пострадал от лесных пожаров. В 2001 году пришлось даже эвакуировать жителей южных пригородов Сиднея.
В июле 2006 года парк был включён в Австралийский реестр национального наследия.
По классификации IUCN Королевский национальный парк относится ко II категории (национальный парк, где охрана экосистем сочетается с туризмом).